# Грамм Максим Андрійович
Максим Андрійович Грамм (нар. 27 січня 1991, Кривий Ріг, Дніпропетровська область, УРСР) — український футболіст, півзахисник канадського клубу «Кінгсмен».

## Життєпис
Вихованець ДЮСШ «Кривбас» (Кривий Ріг). У ДЮФЛУ також виступав за «Динамо» (Київ) та «Дніпро» (Дніпропетровськ). Дорослу футбольну кар'єру розпочав у 2007 році в складі аматорської команди дніпропетровського «Дніпра», яка виступала в обласному чемпіонаті. З наступного року залучався до тренувань першої команди дніпрян, проте грав виключно за дублюючий склад. У команді провів два сезони, за дубль «Дніпра» зіграв 29 матчів (1 гол), за аматорську команду — 14 матчів (1 гол) у чемпіонаті області. Напередодні старту сезону 2009/10 років перейшов до вищолігового «Кривбасу», проте за першу команду також не грав. Рідко виходив на поле й у складі дублерів «кривбасівців» (2 матчі). Під час зимової перерви сезону 2009/10 років приєднався до іншої криворізької команди, ФК «Гірник». У новій команді дебютував 27 березня 2010 року в програному (2:3) виїзному поєдинку 17-о туру групи Б Другої ліги проти маріупольського «Іллічівця-2». Максим вийшов на поле на 72-й хвилині, замінивши Сергія Кондратенка. Єдиним голом за «Гірник» відзначився 9 травня 2010 року на 9-й хвилині переможного (3:1) домашнього поєдинку 23-о туру групи Б Другої ліги проти ПФК «Сум». Грамм вийшов на поле в стартовому складі та відіграв увесь матч, а на 28-й хвилині отримав жовту картку. У футболці криворізького клубу зіграв 17 матчів (1 гол) у Другій лізі та 1 поєдинок у кубку України. У 2011 році виїхав до Росії, де захищав кольори аматорського клубу «Понтос» (Витязево) в чемпіонаті Краснодарського краю.
Влітку 2012 року повернувся до України, де підсилив «Кристал». Дебютував у футболці херсонського клубу 14 липня 2012 року в програному (0:1) домашньому поєдинку 1-о туру групи А Другої ліги проти київської «Оболоні-2». Максим вийшов на поле в стартовому складі, а на 86-й хвилині його замінив Сергій Решоткін. За «Кристал» у Другій лізі зіграв 26 матчів, ще 1 поєдинок провів у кубку України.
З 2014 по 2016 рік захищав кольори аматорського клубу «Лозуватка» (Криворіжський район) у чемпіонаті Дніпропетровської області. У 2015 році нетривалий період часу виступав в «Агро» (с. Синьків).
Наприкінці червня 2016 року прибув на перегляд до ФК «Тернопіль», за результатами якого підписав з клубом контракт. У футболці «городян» дебютував 31 липня 2016 року в програному (0:2) домашньому поєдинку 2-о туру Першої ліги проти «Буковини». Грамм вийшов на поле в стартовому складі, а на 61-й хвилині його замінив Тарас Кривий. З кінця липня по кінець червня 2016 року зіграв 4 матчі в Першій лізі, згодом залишив «Тернопіль».
У 2017 році виїхав до Канади, де став гравцем «Воркути» (Торонто), яка виступала в Канадській футбольній лізі. Наступного сезону допоміг «Воркуті» виграти регулярну частину Канадської футбольної ліги.
У 2019 році приєднався до новачка Канадської футбольної ліги СК «Кінгсман».